# Хуан Гутьєррес Морено
Хуа́н Гутьє́ррес Море́но (ісп. Juan Gutiérrez Moreno, нар. 23 липня 1976, Кадіс, Іспанія), також відомий як Хуані́то — іспанський футболіст, захисник, що, зокрема, виступав за «Реал Бетіс», «Атлетіко» та національну збірну Іспанії.

## Клубна кар'єра
Народився 23 липня 1976 року в місті Кадіс. Вихованець футбольної школи місцевого клубу однойменного клубу.
У дорослому футболі дебютував 1996 року виступами за команду «Кадіс Б», в якій провів один сезон. Згодом з 1997 по 2001 рік грав у складі команд «Реал Бетіс Б» та «Рекреатіво».
Своєю грою за останню команду привернув увагу представників тренерського штабу головної команди клубу «Реал Бетіс», у складі якої дебютував 2001 року. Відіграв за клуб з Севільї наступні вісім сезонів своєї ігрової кар'єри. Більшість часу, проведеного у складі «Реала Бетіс», був основним гравцем захисту команди. За цей час виборов титул володаря Кубка Іспанії з футболу.
По результатах сезону 2008–09 «Бетіс» вибув з Прімери і Хуаніто заоишив команду, уклавши на правах вільного агента контракт з мадридським «Атлетіко», у складі якого провів наступні два роки своєї кар'єри гравця. Спочатку досвідчений захисник стаібльно виходив у стартовому складі мадридців, втім поступово втратив місце в «основі», а після придбання влітку 2010 року «Атлетіко» уругвайця Дієго Годіна взагалі перестав залучатися до головної команди клубу. 
2011 року приєднався до складу клубу «Реал Вальядолід», у якому провів один сезон, після чого вирішив завершити кар'єру гравця.

## Виступи за збірну
21 серпня 2002 року дебютував в офіційних матчах у складі національної збірної Іспанії у товариській зустрічі проти національної збірної Угорщини. Провів у формі головної команди країни 25 матчів, забивши 3 голи.
У складі збірної був учасником чемпіонату Європи 2004 року у Португалії, чемпіонату світу 2006 року у Німеччині, а також чемпіонату Європи 2008 року, що проводився в Австрії та Швейцарії, і на якому іспанці здобули титул континентальних чемпіонів.

## Статистика виступів

### Статистика клубних виступів
Дані наведені станом на 30 червня 2010 року.
| Сезон                    | Команда                  | Чемпіонат                | Чемпіонат | Чемпіонат | Національний кубок | Національний кубок | Національний кубок | Континентальні кубки | Континентальні кубки | Континентальні кубки | Усього | Усього |
| Сезон                    | Команда                  | Ліга                     | Ігор      | Голів     | Ліга               | Ігор               | Голів              | Ліга                 | Ігор                 | Голів                | Ігор   | Голів  |
| ------------------------ | ------------------------ | ------------------------ | --------- | --------- | ------------------ | ------------------ | ------------------ | -------------------- | -------------------- | -------------------- | ------ | ------ |
| 1996–97                  | «Кадіс Б»                | 3D                       | -         | -         | -                  | -                  | -                  | -                    | -                    | -                    | -      | -      |
| 1997–98                  | «Реал Бетіс Б»           | 2D-B                     | 37        | 1         | -                  | -                  | -                  | -                    | -                    | -                    | 37     | 1      |
| 1998–99                  | «Реал Бетіс Б»           | 2D-B                     | 27        | 2         | -                  | -                  | -                  | -                    | -                    | -                    | 27     | 2      |
| 1999–00                  | «Реал Бетіс Б»           | 2D-B                     | 34        | 4         | -                  | -                  | -                  | -                    | -                    | -                    | 34     | 4      |
| Усього за «Реал Бетіс Б» | Усього за «Реал Бетіс Б» | Усього за «Реал Бетіс Б» | 98        | 7         | -                  | -                  | -                  | -                    | -                    | -                    | 98     | 7      |
| 2000–01                  | «Рекреатіво»             | 2D                       | 36        | 0         | КІ                 | 0                  | 0                  | -                    | -                    | -                    | 36     | 0      |
| 2001–02                  | «Реал Бетіс»             | LFP                      | 25        | 2         | КІ                 | 0                  | 0                  | -                    | -                    | -                    | 25     | 2      |
| 2002–03                  | «Реал Бетіс»             | LFP                      | 26        | 2         | КІ                 | 4                  | 0                  | КУЄФА                | 3                    | 0                    | 33     | 2      |
| 2003–04                  | «Реал Бетіс»             | LFP                      | 35        | 4         | КІ                 | 3                  | 0                  | -                    | -                    | -                    | 38     | 4      |
| 2004–05                  | «Реал Бетіс»             | LFP                      | 33        | 4         | КІ                 | 4                  | 0                  | -                    | -                    | -                    | 37     | 4      |
| 2005–06                  | «Реал Бетіс»             | LFP                      | 34        | 2         | КІ                 | 4                  | 0                  | ЛЧ+КУЄФА             | 9                    | 0                    | 47     | 2      |
| 2006–07                  | «Реал Бетіс»             | LFP                      | 34        | 2         | КІ                 | 4                  | 0                  | -                    | -                    | -                    | 38     | 2      |
| 2007–08                  | «Реал Бетіс»             | LFP                      | 32        | 1         | КІ                 | 1                  | 1                  | -                    | -                    | -                    | 33     | 2      |
| 2008–09                  | «Реал Бетіс»             | LFP                      | 35        | 1         | КІ                 | 3                  | 0                  | -                    | -                    | -                    | 38     | 1      |
| Усього Betis             | Усього Betis             | Усього Betis             | 254       | 18        | -                  | 23                 | 1                  | -                    | 12                   | 0                    | 289    | 19     |
| 2009–10                  | «Атлетіко»               | LFP                      | 17        | 2         | КІ                 | 2                  | 0                  | ЛЧ+ЛЄ                | 7                    | 0                    | 26     | 2      |
| Усього за кар'єру        | Усього за кар'єру        | Усього за кар'єру        | 406       | 28        | -                  | 25                 | 1                  | -                    | 19                   | 0                    | 450    | 29     |

## Титули і досягнення
- Володар Кубка Іспанії з футболу (1):

«Реал Бетіс»: 2004–05
- Переможець Ліги Європи (1):

«Атлетіко»: 2009–10
- Володар Суперкубка УЄФА (1):

«Атлетіко»: 2010
- Чемпіон Європи (1):

2008